# Пляж Бандж

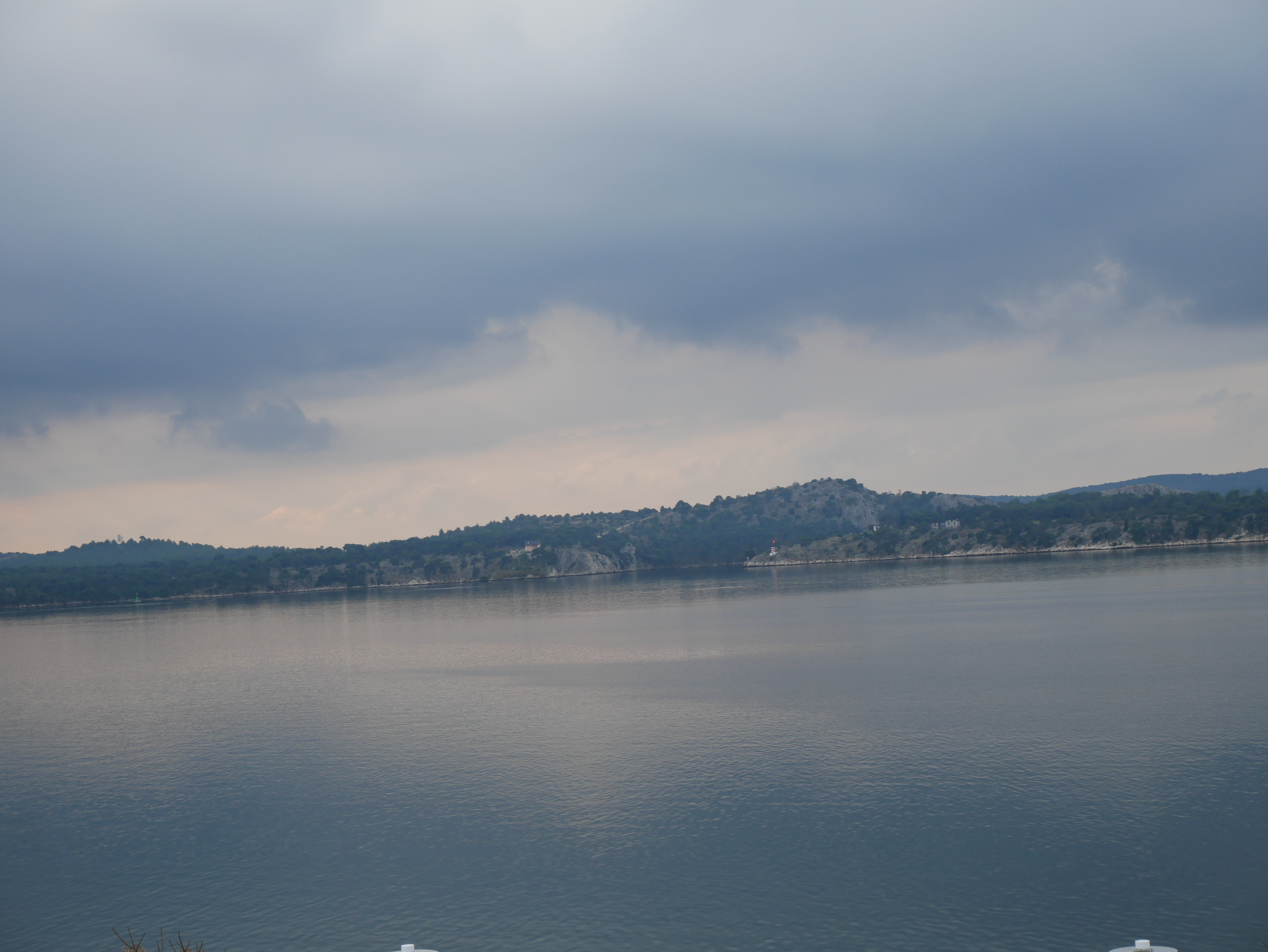
Вид з пляжу на канал Святого Антонія

43°44′28″ пн. ш. 15°53′04″ сх. д. / 43.7411185° пн. ш. 15.884359999° сх. д.
Пляж Бандж (хорв. Plaža Banj) — найвідоміший пляж у Шибенику, Хорватія . Він був побудований в 2012 році. Знаходиться в одному кілометрі від центру міста. На пляжі є численні зручності для дітей і дорослих, такі як пляжний волейбол і бар Petrus, який також є нічним клубом. З пляжу відкривається прекрасний панорамний вид на старе місто, Михайлівську фортецю та канал Святого Антонія. З 2013 року вдень і вночі відбуваються заходи та концерти.